# ستيفن إتش سيمون
ستيفن إتش سيمون (مواليد 1967) هو أستاذ الفيزياء النظرية الأمريكية بجامعة أكسفورد وزميل أستاذ بكلية سومرفيل، أكسفورد . من عام 2000 إلى عام 2008 كان مديرًا لأبحاث الفيزياء النظرية في مختبرات بيل .

## نبذة
معروف بعمله على المراحل الطوبولوجية للمادة، حاسوب كمومي طوبولوجي، وتأثير القاعة الكمية الكسري. وهو مؤلف مشارك لمراجعة يتم الاستشهاد بها بشدة حول هذه الموضوعات.  كما كتب العديد من الأوراق البحثية في مجال نظرية المعلومات. وهو مؤلف كتاب تمهيدي شهير عن فيزياء الجوامد.

## روابط خارجية
- صفحة ويب سيمون في أكسفورد